# Сан Веро Милис
Сан Вѐро Мѝлис (на италиански: San Vero Milis; на сардински: Santeru, Сантеру) е малко градче и община в Южна Италия, провинция Ористано, автономен регион и остров Сардиния. Разположено е на 10 m надморска височина. Населението на общината е 2547 души (към 2010 г.).